# Laurent Demortreux
Pour les articles homonymes, voir Demortreux.
Laurent Demortreux est un homme politique français né le 28 mars 1756 à Vire (Calvados) et mort le 24 juin 1831 à Sannerville (Calvados).

## Biographie
Avocat à Vire et subdélégué de l'intendant avant la Révolution, il siège au district et devient procureur général près la cour de justice criminelle du Calvados. Il est député du Calvados de 1804 à 1815. Il est créé baron d'Empire en 1813.
Il est le père de Pierre Demortreux, député du Calvados en 1848.

### Sources
« Laurent Demortreux », dans Adolphe Robert et Gaston Cougny, Dictionnaire des parlementaires français, Edgar Bourloton, 1889-1891 [détail de l’édition]